# Philippe Mondez
Philippe Joseph Mondez (Frasnes-lez-Gosselies, 25 december 1834 - Rèves, 9 maart 1890) was een Belgisch volksvertegenwoordiger en burgemeester.

## Levensloop
Mondez was een zoon van Philippe-Joseph Mondez, lid van de provinciale commissie voor industrie en landbouw van Henegouwen, en van Sophie Gervais. Hij trouwde met Joséphine Berger.
Van 1875 tot 1878 was hij provincieraadslid voor Henegouwen. Van 1882 tot 1890 was hij gemeenteraadslid van Rèves, van 1882 tot 1884 als burgemeester en van 1889 tot 1890 als schepen.
In 1878 werd hij verkozen tot liberaal volksvertegenwoordiger voor het arrondissement Charleroi en vervulde dit mandaat tot in 1890.
Mondez was lid van de vrijmetselaarsloge Les Vrais Amis de l'Union et du Progrès Réunis in Brussel.